# إينيشيال دي

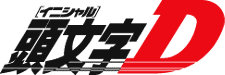

إينيشيال دي (باليابانية: 頭文字Dイニシャルデ)، هي سلسلة مانغا رياضية يابانية من تأليف سويتشي شيجنو، نشرت في مجلة الشباب الأسبوعية من عام 1995 إلى عام 2013، وجمعت فصولها في 48 مجلدا من قبل كودانشا. وترتكز القصة على سباقات سيارات في الطرق الجبلية المتعرجة في اليابان.

## القصة
تدور أحداث قصة المانغا حول "هاشيرييا" وهم شباب من متسابقي السيارات يتنافسون في ليالي نهاية الأسبوع على الطرق الجبلية الوعرة والمنحدرة، وهو أسلوب من سباقات الشوارع اشتهر باسم "توغي" ويعني حرفيا "ممرات جبلية". يختبر الهاشيرييا المحليون مهاراتهم على جبل أكينا الخيالي ذي الممر العميق والمتعرج. يقع الجبل في أعماق جبال محافظة غونما، وهو مستوحى من جبل هارونا الموجود بالفعل والذي يعتبر جزءا من قمم جومو-سانزان الثلاث إلى جانب جبلي أكاغي وميوغي.

## الشخصيات
- فوجيوارا تاكومي

شاب هادئ ومنعزل. طالب في المرحلة الثانوية وليس لديه اهتمام خاص بالسيارات، على عكس أصدقائه في محطة خدمة السيارات حيث يعمل بدوام جزئي. يعرف تاكومي كيف يتعامل مع المركبات، لكنه يقود فقط للمساعدة في عمل والده في توصيل التوفو في وقت مبكر من الصباح إلى منتجع ينابيع ساخنة عند الممر الجبلي. لا تستحوذ هذه المهمة على اهتمامه، ويبدأ لإزالة الشعور بالرتابة والملل في تجربة أشياء جديدة خلال رحلات العودة المتعرجة على المنحدرات، بما يتجاوز قدرات سيارة المتجر من طراز تويوتا سبرينتر تروينو AE86 القديمة. يتمتع تاكومي بموهبة قيادة فريدة مثل والده الهاشيرييا الأسطوري. وبمساعدة طريقة التدريب الفريدة الخاصة بوالده والتي تتضمن وضع كوب مملوء بالماء في حامل الأكواب على لوحة القيادة وعدم سكب أي شيء منها، أتقن تاكومي فن التفحيط خلال خمس سنوات من صعود الجبل والنزول منه يوميا، دون أن يدرك أو يهتم بما هو عليه.

## وصلات خارجية
- D الأولي في كودانشا في الموقع الرسمي (باليابانية).
- افيكس صفحة ويب عن د الأولي (باليابانية) .
- D الأولي المرحلة الخامسة الموقع الرسمي - Animax (باليابانية) .
- D الأولي الممرات مرحلة الإصدار 3.0 .
- D الأولي ألعاب الموقع الرسمي - سيجا.
- D الأولي ألعاب الموقع الرسمي - سيجا (باليابانية) .
- أمريكا الشمالية رئيس الوزراء حية للعمل D الأولي الفيلم.
- إينيشيال دي على موقع IMDb (الإنجليزية)
- إينيشيال دي على موقع قاعدة بيانات الفيلم (الإنجليزية)
- إينيشيال دي على موقع ANN anime (الإنجليزية)
- إينيشيال دي على موقع ANN manga (الإنجليزية)

.